# Stenocoptoides ciliatus
Stenocoptoides ciliatus là một loài bọ cánh cứng trong họ Cerambycidae.